# Rudka (dopływ Wełny)
Rudka (Potulicka Struga) – rzeka w Polsce, prawostronny dopływ Wełny o długości 26,89 km. 
Płynie głównie na terenie gminy Wągrowiec w województwie wielkopolskim, m.in. w okolicach miejscowości Toniszewo, Kaliszany, Żelice i Potulice. Wpada do Wełny w okolicach Rogoźna. Jej największym dopływem jest Dymnica. Ma liczne rozlewiska w okolicach Żelic i Potulic.